# أندريا كابرال
أندريا كابرال (بالإنجليزية: Andrea Cabral) هي محامية أمريكية، ولدت في 1959 في إيست بروفيدانس في الولايات المتحدة.